# André Fau
André Fau né le 13 novembre 1896 aux Lilas et mort le 31 janvier 1982 à Paris, est un peintre, parolier et poète français.

## Biographie
Élève de l'École des beaux-arts de Paris, André Fau est rattaché au mouvement cubiste.
Il est inhumé à Paris au cimetière de Montmartre (21) avec son épouse, l'autrice Suzanne Denglos-Fau.